# Salvador Minuchin
Salvador Manuchin (San Salvador, Entre Ríos, 13 de octubre de 1921; Boca Ratón, Florida, 30 de octubre de 2017) fue un médico psiquiatra y  pediatra argentino, destacado terapeuta familiar y creador de la terapia familiar estructural (1974).

## Datos biográficos y aportes teóricos
Minuchin creció en el seno de una familia de inmigrantes judíos-rusos. Estudió en la Facultad de Medicina de la Universidad Nacional de Córdoba, graduándose en 1946. 
En 1948 se trasladó al recientemente creado Estado de Israel y en 1950 emigró nuevamente a los EE. UU. para estudiar psiquiatría.  
Durante los años 1960 sus concepciones acerca de la importancia de las estructuras y los límites en los contextos familiares se impusieron en el medio de aquellos psicoterapeutas que habían comenzado recientemente a incorporar a la práctica clínica la posibilidad de tratar familias en vez de a personas individuales. 
Su modelo estructural comprende a la familia como un sistema que tiende a la defensa de su estabilidad ante los cambios de condiciones e influencias internas y externas lo que suele favorecer la disfuncionalidad mediante mecanismos de mantenimiento del sufrimiento en la familia o de alguno de sus miembros. El restablecimiento de jerarquías, la formulación de límites claros, la definición de roles y funciones y la disolución de alianzas o triángulos ayudaría regresar a una estructura familiar funcional.
Una característica adicional de su técnica terapéutica y su estilo de trabajo constituye el trato de los niños en las sesiones de terapia. Minuchin pone a los niños en el rol de legítimos interlocutores de la familia, otorgándoles un «lugar del saber», de conocedores de lo que ocurre en la dinámica familiar y poniéndose él mismo, con su actitud, en el papel de alguien que puede aprender de ellos.
Minuchin fue académico de la cátedra de pediatría y psiquiatría infantil en la Universidad de Pensilvania, psiquiatra jefe de la clínica infantil y director de la Child Guidance Clinic en Filadelfia (1965). 
Junto a Jay Haley, Braulio Montalvo y Bernice Rosman desarrolló un programa de capacitación y entrenamiento para terapeutas familiares, el que ya entonces incluía las sesiones supervisadas y las grabaciones en video de las sesiones de terapia. 
En 1988 fundó en Nueva York el Family Studies Inc., un instituto dedicado a la formación de terapeutas familiares. Hasta hace poco y a una avanzada edad, continuaba trabajando allí en la formación de nuevos profesionales. Vivía en la ciudad de Boston. Falleció el 30 de octubre de 2017, dos semanas después de su 96.º cumpleaños. La última vez que intervino en público como líder de la terapia familiar fue en marzo de 2017, en un simposio de psicoterapia realizado en Washington D. C.

## Obras (selección)
- Minuchin, Salvador. "Families of the slums: An exploration of their structure and treatment." (1967).

- Minuchin, Salvador, Familias y terapia familiar, Gedisa, 1979

- Minuchin, Salvador y Charles H. Fishman, Técnicas de terapia familiar, Paidós, 1984

- Minuchin, Salvador, Caleidoscopio familiar: imágenes de violencia y curación, Paidós, 1985

- Minuchin, Salvador y Michael Nichols, La recuperación de la familia: Relatos de esperanza y renovación, Paidós, 1994

- Minuchin, Salvador, El arte de la terapia familiar, Paidós, 1998

- Minuchin, Patricia, Jorge Colapinto y Salvador Minuchin, Pobreza, institución y familia, Amorrortu, 2000

- Minuchin, S., Rosman, B. L., Baker, L., & Minuchin, S. (2009). Psychosomatic families: Anorexia nervosa in context. Harvard University Press.

- Minuchin, S., Nichols, M., y  Lee, W. (2011). Evaluación de familias y parejas.